# Beauvoir (Manche)
Beauvoir és un municipi francès situat al departament de la Manche i a la regió de Normandia. L'any 2007 tenia 419 habitants.

## Demografia

### Població
El 2007 la població de fet de Beauvoir era de 419 persones. Hi havia 196 famílies de les quals 72 eren unipersonals (32 homes vivint sols i 40 dones vivint soles), 64 parelles sense fills, 44 parelles amb fills i 16 famílies monoparentals amb fills.
La població ha evolucionat segons el següent gràfic:
Habitants censats

### Habitatges
El 2007 hi havia 278 habitatges, 199 eren l'habitatge principal de la família, 62 eren segones residències i 17 estaven desocupats. 235 eren cases i 42 eren apartaments. Dels 199 habitatges principals, 143 estaven ocupats pels seus propietaris, 53 estaven llogats i ocupats pels llogaters i 3 estaven cedits a títol gratuït; 19 tenien dues cambres, 34 en tenien tres, 49 en tenien quatre i 97 en tenien cinc o més. 181 habitatges disposaven pel capbaix d'una plaça de pàrquing. A 97 habitatges hi havia un automòbil i a 86 n'hi havia dos o més.

### Piràmide de població
La piràmide de població per edats i sexe el 2009 era:
| Homes | Edats   | Dones |
| ----- | ------- | ----- |
| 0     | 95 o +  | 0     |
| 0     | 90 a 94 | 4     |
| 0     | 85 a 89 | 4     |
| 0     | 80 a 84 | 4     |
| 8     | 75 a 79 | 16    |
| 8     | 70 a 74 | 24    |
| 24    | 65 a 69 | 24    |
| 8     | 60 a 64 | 12    |
| 8     | 55 a 59 | 8     |
| 16    | 50 a 54 | 24    |
| 8     | 45 a 49 | 8     |
| 20    | 40 a 44 | 12    |
| 4     | 35 a 39 | 12    |
| 20    | 30 a 34 | 4     |
| 12    | 25 a 29 | 16    |
| 12    | 20 a 24 | 16    |
| 28    | 15 a 19 | 8     |
| 16    | 10 a 14 | 12    |
| 16    | 5 a 9   | 0     |
| 8     | 0 a 4   | 4     |

## Economia
El 2007 la població en edat de treballar era de 267 persones, 198 eren actives i 69 eren inactives. De les 198 persones actives 179 estaven ocupades (101 homes i 78 dones) i 19 estaven aturades (8 homes i 11 dones). De les 69 persones inactives 36 estaven jubilades, 12 estaven estudiant i 21 estaven classificades com a «altres inactius».

### Ingressos
El 2009 a Beauvoir hi havia 189 unitats fiscals que integraven 395 persones, la mediana anual d'ingressos fiscals per persona era de 19.055 €.

### Activitats econòmiques
Dels 30 establiments que hi havia el 2007, 1 era d'una empresa alimentària, 1 d'una empresa de fabricació d'altres productes industrials, 1 d'una empresa de construcció, 9 d'empreses de comerç i reparació d'automòbils, 13 d'empreses d'hostatgeria i restauració, 3 d'empreses immobiliàries i 2 d'empreses classificades com a «altres activitats de serveis».
Dels 5 establiments de servei als particulars que hi havia el 2009, 1 era una lampisteria i 4 restaurants.
Dels 2 establiments comercials que hi havia el 2009, 1 era una botiga de menys de 120 m² i 1 una llibreria.
L'any 2000 a Beauvoir hi havia 31 explotacions agrícoles que ocupaven un total de 1.560 hectàrees.

## Poblacions més properes
El següent diagrama mostra les poblacions més properes.